# Ingrid Schjelderup (calciatrice)
Ingrid Schjelderup (Oslo, 21 dicembre 1987) è una calciatrice norvegese, centrocampista della nazionale norvegese.

## Carriera

### Club
Dopo aver giocato con la squadra di calcio femminile dell'Holmlia SK, società nell'omonimo quartiere di Oslo, nel 2003, all'età di 15 anni, Schjelderup si trasferisce al Kolbotn campione di Norvegia. Per il suo debutto in Toppserien, il massimo livello del campionato norvegese, deve tuttavia attendere il 17 aprile 2004, utilizzata in 14 delle 18 partite del campionato concludendo la stagione al quinto posto. Le due stagioni successive, Toppserien 2005 e 2006, contribuisce a raggiungere il primo posto in campionato, con il Kolbotn che si laurea campione di Norvegia e che ottiene il diritto di rappresentare la Norvegia in UEFA Women's Cup. Schjelderup ha perciò l'occasione di debuttare in un campionato internazionale per club il 12 settembre 2006, in occasione del secondo turno di qualificazione della stagione 2006-2007, dove la sua squadra supera per 4-2 le spagnole dell'Espanyol. Il 1º dicembre 2017 viene ufficializzato il suo passaggio alla Fiorentina, partecipante al campionato di Serie A. Il giorno dopo esordisce nel campionato di Serie A subentrando all'80' a Tatiana Bonetti contro il Valpolicella. L'avventura alla Fiorentina è durata poco più di un mese e due presenze in campionato, e il conseguente ritorno in Norvegia tra le file del Vålerenga.

### Nazionale
Schjelderup inizia ad essere convocata dalla federazione calcistica della Norvegia (Norges Fotballforbund - NFF) fin dal 2004, dove fa il suo esordio con la maglia della nazionale nella formazione Under-17 e venendo impiegata in cinque incontri nel corso dell'anno.
L'anno successivo passa alla Under-19, inserita in rosa nella squadra che partecipa all'edizione 2005 del Torneo di La Manga dove debutta il 7 marzo, nell'incontro perso 1-0 con la Svezia, entrando nel secondo tempo, e giocando le altre due partite disputate dalla sua nazionale. Grazie alle sue prestazioni viene convocata per il secondo turno di qualificazione dell'Europeo di categoria di Ungheria 2005; le fonti non concordano per la sua prima partita in un incontro ufficiale UEFA, nell'incontro del 26 aprile vinto per 3-1 sulle avversarie dell'Italia o due giorni più tardi dove la Norvegia si impone per 7-1 sulla Moldavia e dove all'8' apre le marcature. Nonostante le due vittorie, la sconfitta subita per 2-0 con l'Inghilterra pregiudica il passaggio alla fase finale. Schjelderup continua ad essere convocata fino al raggiungimento dell'età massima consentita, avendo ancora occasione di partecipare all'edizione 2006 del Torneo di La Manga e alle qualificazioni, mancandole nuovamente, dell'Europeo U19 di Svizzera 2006. Nel periodo 2005-2006 con la maglia della Under-19 matura 17 presenze, 8 delle quali in tornei UEFA, siglando 2 reti.
Nel frattempo gioca due incontri nella formazione Under-21 prima di passare a quella Under-23 dove tra il 2007 e il 2010 viene impiegata in 19 occasioni realizzando 2 reti.
Il suo passaggio alla nazionale maggiore avviene in occasione dell'edizione 2009 dell'Algarve Cup, dove fa il suo debutto il 6 marzo nell'incontro vinto per 2-0 sulle avversarie della Danimarca. Dopo il termine del torneo Schjelderup non viene più convocata sino al 2014.
Il tecnico Even Pellerud la chiama nella fase di qualificazione al Mondiale di Canada 2015, dove la sua nazionale si classifica al primo posto del gruppo 5 accedendo così alla fase finale. Pellerud le rinnova la fiducia inserendola nella lista delle 23 calciatrici selezionate presentata il successivo 13 maggio 2015.
Passata la guida della nazionale al tecnico Roger Finjord e successivamente a Leif Gunnar Smerud, Schjelderup non viene più convocata e deve attendere che la direzione tecnica sia affidata allo svedese Martin Sjögren per essere reinserita in rosa, inizialmente per l'Algarve Cup 2017 e in seguito inserita nella rosa definitiva della squadra che affronta la fase finale dell'Europeo dei Paesi Bassi 2017 annunciata il 28 giugno 2017.

## Palmarès
- Campionato norvegese: 2

Kolbotn: 2005, 2006
- Supercoppa di Norvegia femminile: 1

Linköping: 2010